# Mistrzostwa Europy w Lekkoatletyce 1934 – trójskok mężczyzn
Konkurs trójskoku mężczyzn był jedną z konkurencji rozgrywanych podczas I Mistrzostw Europy w Turynie. Zawody zostały rozegrane w niedzielę 9 września 1934 roku na Stadionie im. Benito Mussoliniego w Turynie. Zwycięzcą tej konkurencji został holenderski zawodnik Wim Peters. W rywalizacji wzięło udział jedenastu zawodników z siedmiu reprezentacji.

## Wyniki
| Miejsce | Zawodnik         | Najdłuższy skok |
| ------- | ---------------- | --------------- |
| 1       | Wim Peters       | 14,89 m         |
| 2       | Eric Svensson    | 14,83 m         |
| 3       | Onni Rajasaari   | 14,74 m         |
| 4       | Edward Luckhaus  | 14,54 m         |
| 5       | Toivo Pöyry      | 14,47 m         |
| 6       | Antonio Milanese | 14,24 m         |
| 7       | Ingvard Andersen | 14,02 m         |
| 8       | Bo Ljungberg     | 14,01 m         |
| 9       | Lajos Somló      | 13,93 m         |
| 10      | Sándor Dombóvári | 13,91 m         |
| -       | Folco Guglielmi  | NM              |